# جين فيليبس
جين فيليبس (25 أكتوبر 1948 في الولايات المتحدة - ) (بالإنجليزية: Gene Phillips)‏ هو لاعب كرة سلة أمريكي في مركز مدافع مسدد الهدف. لعب مع سان أنطونيو سبرز.

## وصلات خارجية
- جين فيليبس على موقع سبورتس رفرنس (الإنجليزية)
- جين فيليبس على موقع كلية كرة السلة في سبورتس رفرنس.كوم (الإنجليزية)
- جين فيليبس على موقع ريلجم (الإنجليزية)
- جين فيليبس على موقع بروبوليرز (الإنجليزية)